# Caladenia minor
Caladenia minor är en orkidéart som beskrevs av Joseph Dalton Hooker. Caladenia minor ingår i släktet Caladenia och familjen orkidéer. Inga underarter finns listade i Catalogue of Life.